# Силий, Аугусто
Аугусто Силий (итал. Augusto Silj; 9 июля 1846, Калькара-ди-Виссо, Папская область — 27 февраля 1926, Рим, Итальянское королевство) — итальянский куриальный кардинал и ватиканский сановник. Титулярный архиепископ Кесарии Каппадокийской с 26 декабря 1906 по 15 декабря 1919. Великий элемозинарий с 31 декабря 1906 по 6 декабря 1916. Вице-камерленго Святой Римской Церкви с 6 декабря 1916 по 20 марта 1920. Префект Верховного Трибунала Апостольской Сигнатуры с 20 марта 1920 по 27 февраля 1926. Кардинал-священник с 15 декабря 1919, с титулом церкви Санта-Чечилия с 18 декабря 1919.